# 2006 год в киберспорте

## Турниры
Ниже приведён список международных и национальных турниров, прошедших в 2006 году, ход и результаты которых удостоились освещения со стороны профессиональных сайтов и изданий.

### Январь
| Турнир         | Место проведения | Дата проведения | Дисциплины   | Призовой фонд |
| -------------- | ---------------- | --------------- | ------------ | ------------- |
| CEG Xi'an Tour | Китай, Сиань     | 5—7 января      | Warcraft III |               |
| Stars War 2    | Китай, Шанхай    | 21—23 января    | Warcraft III |               |

### Февраль
| Турнир                               | Место проведения       | Дата проведения       | Дисциплины   | Призовой фонд |
| ------------------------------------ | ---------------------- | --------------------- | ------------ | ------------- |
| WC3L Season IX                       |                        | 2 февраля — 20 апреля | Warcraft III |               |
| Blizzard Worldwide Invitational 2006 | Республика Корея, Сеул | 3—5 февраля           | Warcraft III |               |

### Апрель
| Турнир                    | Место проведения | Дата проведения     | Дисциплины           | Призовой фонд |
| ------------------------- | ---------------- | ------------------- | -------------------- | ------------- |
| Pringles MSL Season 1     |                  | 13 апреля — 16 июля | StarCraft: Brood War |               |
| Shinhan Bank OSL Season 1 |                  | 19 апреля — 13 июня | StarCraft: Brood War |               |
| QLIVE.co.cc #2            |                  | 20 апреля — 20 мая  | QuakeLive            |               |
| WEG Masters               | Китай, Ханчжоу   | 22 апреля — 3 мая   | Warcraft III         |               |
| Intel Racing Tour 2007    | Германия, Мюнхен | 22—17 апреля        |                      | 99575$        |

### Май
| Турнир           | Место проведения | Дата проведения  | Дисциплины   | Призовой фонд |
| ---------------- | ---------------- | ---------------- | ------------ | ------------- |
| NGL ONE Season 1 |                  | 15 мая — 30 июля | Warcraft III |               |

### Июнь
| Турнир                | Место проведения     | Дата проведения  | Дисциплины                   | Призовой фонд |
| --------------------- | -------------------- | ---------------- | ---------------------------- | ------------- |
| Stars War 3           | Китай, Шанхай        | 18 июня          | Warcraft III                 |               |
| WC3L Season IX Finals | Германия, Оберхаузен | 23—24 июня       | Warcraft III                 | 10000$        |
| ESWC 2006 Grand Final | Франция, Париж       | 30 июня — 2 июля | Warcraft III, Counter-Strike |               |

### Июль
| Турнир        | Место проведения | Дата проведения      | Дисциплины   | Призовой фонд |
| ------------- | ---------------- | -------------------- | ------------ | ------------- |
| WC3L Season X |                  | 27 июля — 17 октября | Warcraft III |               |

### Август
| Турнир                    | Место проведения  | Дата проведения        | Дисциплины           | Призовой фонд |
| ------------------------- | ----------------- | ---------------------- | -------------------- | ------------- |
| NGL ONE Season 1 Finals   | Германия, Лейпциг | 24—27 августа          | Warcraft III         |               |
| Pringles MSL Season 2     |                   | 24 августа — 11 ноября | StarCraft: Brood War |               |
| Shinhan Bank OSL Season 2 |                   | 25 августа — 28 ноября | StarCraft: Brood War |               |

### Октябрь
| Турнир                 | Место проведения | Дата проведения      | Дисциплины                                         | Призовой фонд |
| ---------------------- | ---------------- | -------------------- | -------------------------------------------------- | ------------- |
| NGL ONE Season 2       |                  | 14 октября — 4 марта | Warcraft III                                       |               |
| World Cyber Games 2006 | Италия, Монца    | 18—22 октября        | Warcraft III, StarCraft: Brood War, Counter-Strike |               |

### Декабрь
| Турнир                              | Место проведения       | Дата проведения         | Дисциплины           | Призовой фонд |
| ----------------------------------- | ---------------------- | ----------------------- | -------------------- | ------------- |
| GomTV MSL Season 1                  | Республика Корея, Сеул | 7 декабря — 3 марта     | StarCraft: Brood War |               |
| WSVG Global Finals                  | США, Нью-Йорк          | 9—11 декабря            | Warcraft III         |               |
| IEST 2006                           | Китай, Пекин           | 9—13 декабря            | Warcraft III         |               |
| Digital Life 2006 Pro-Am Video Game | США, Нью-Йорк          | 12—15 декабря           | Warcraft III         |               |
| CPL Winter 2006                     | США, Даллас            | 17—20 декабря           | Counter-Strike       | 30000$        |
| Shinhan Bank OSL Season 3           |                        | 20 декабря — 24 февраля | StarCraft: Brood War |               |

## Победители крупнейших соревнований
Победителями наиболее значительных киберспортивных соревнований в 2006 году, в число которых входят регулярно проводимые крупные турниры, собирающие лучших игроков в различных дисциплинах, а также турниры с крупным призовым фондом (более 10 000$ за первое место), стали следующие игроки и команды.

### Counter-Strike
- Pentagram — World Cyber Games 2006 (60000$)
- Made in Brazil — ESWC 2006 Grand Final (52000$)

### StarCraft: Brood War
- Джэ Юн «sAviOr» Ма — Pringles MSL Season 1 (52450$), Pringles MSL Season 2 (53550$), Shinhan Bank OSL Season 3 (42640$)
- Юн Ёль «NaDa» Ли — Shinhan Bank OSL Season 2 (42600$)
- Ён Сон «iloveoov» Чхве — World Cyber Games 2006 (25000$)
- Дон Вук «Casy» Хан — Shinhan Bank OSL Season 1 (41600$)
- Тхэк Ён «Bisu» Ким — GomTV MSL Season 1 (53050$)

### Warcraft III
- Йоан «ToD» Мерло — WEG Masters (30000$)
- Сяофэн «Sky» Ли — World Cyber Games 2006 (25000$)
- Джэ Хо «Moon» Чан — IEST 2006 (20000$)
- Джэ Вук «Lucifer» Нох — ESWC 2006 Grand Final (13000$)
- Манюэл «Grubby» Схенкхёйзен — WSVG Global Finals (20000$)